# 大江満雄
大江 満雄（おおえ みつお、1906年7月24日 - 1991年10月12日）は、日本の詩人。高知県幡多郡生まれ。
小学校卒、1920年父と上京し、印刷会社に勤めて労働学院、日進英語学校の夜学に通う。1924年、生田春月と『詩と人生』を創刊、1932年日本プロレタリア作家同盟に参加、数度検挙される。キリスト教とマルクス主義が一体化した人生派詩人とされた。

## 著書
- 血の花が開くとき 詩集 誠志堂書店 1928
- 日本詩語の研究 山雅房 1942
- 蘭印・仏印史 鶴書房 1943
- 日本武尊 教材社 1943
- 国民詩について 育英書院 1944
- うたものがたり 寳雲舎 1947
- 子どものためのイエス伝  講談社 1949 (少年少女文庫)
- いのちの芽 日本ライ・ニューエイジ詩集（編）三一書房 1953、岩波文庫 2024
- 海峡 詩集 昭森社 1954
- 大江満雄集 詩と評論 森田進ほか編 思想の科学社 1996
- 癩者の憲章 大江満雄ハンセン病論集 木村哲也編 大月書店 2008
- 大江満雄セレクション 木村哲也編 書肆侃侃房 2025

## 参考
- 日本近代文学大辞典